# سانتياغو بوس
سانتياغو بوس هو رسام فلبيني، ولد في 25 يوليو 1949 في باغويو في الفلبين، وتوفي في 3 ديسمبر 2002.